# Prunus dictyoneura
Prunus dictyoneura är en rosväxtart som beskrevs av Friedrich Ludwig Diels. Prunus dictyoneura ingår i släktet prunusar, och familjen rosväxter. Inga underarter finns listade i Catalogue of Life.